# Аллонж (право)
Алло́нж (фр. allonge — надставка) — дополнительный лист бумаги, прикреплённый к векселю, на котором совершаются передаточные надписи, надпись о поручительстве (аваль) и иные отметки, если на оборотной стороне векселя не хватает места.

## Правовое регулирование
Возможность использования дополнительных листов установлена международными договорами — Конвенцией о Единообразном Законе о переводном и простом векселе (Женевская конвенция 1930 года) и Конвенцией ООН о международных переводных векселях и международных простых векселях 1988 года. На национальном уровне могут приниматься законы и акты центральных банков государств, устанавливающие порядок использования аллонжа.

## Оформление
Международные договоры и законодательство не устанавливают конкретных требований к оформлению аллонжа. Банковская практика сформировала общие правила:
- аллонж должен быть прочно прикреплён к первоначальному документу — его следует пришить либо приклеить таким образом, чтобы было возможно определить его отсутствие[7][8];
- добавочный лист должен иметь связь с конкретным векселем. Для этого можно использовать указание на сумму, дату выдачи, номер бланка и иные реквизиты векселя[7][8].
- оформление отметок об авале или индоссаменте можно осуществлять таким образом, чтобы начало было на векселе или предыдущем аллонже, а окончание — на следующем[9][10][11].

Ассоциация участников вексельного рынка (российская некоммерческая организация) разработала Стандарт передачи векселей, однако документ обязателен лишь для участников ассоциации и имеет региональный характер. 
Стандарт устанавливает более конкретные требования к оформлению аллонжа: необходимо указывать наименование присоединяемого документа, серию и номер бланка векселя, а также сумму и некоторые иные реквизиты. Аллонж присоединяется к векселю слева или снизу; соответственно правый/верхний край аллонжа должен заходить на левый/нижний край лицевой стороны векселя. На месте склеивания должна быть проставлена печать лица, приклеивающего аллонж. Печать должна захватывать оба листа.